# Nó 6,2
Na teoria dos nós, o nó 62 é um dos três nós primos com seis cruzamentos, sendo os outros os nós 6,1 e o nó 6,3. Este nó é algumas vezes chamado nó do Instituto Miller, porque se parece no logo do Instituto Miller para Pesquisa Básica em Ciência na Universidade da Califórnia em Berkeley.
O nó 62 é inversível, mas não ambiquiral. Seu polinômio de Alexander é: 
{\displaystyle \Delta (t)=-t^{2}+3t-3+3t^{-1}-t^{-2},\,}
Seu polinômio de Conway é:
{\displaystyle \nabla (z)=-z^{4}-z^{2}+1,\,}
e seu polinômio de Jones é:
{\displaystyle V(q)=q-1+2q^{-1}-2q^{-2}+2q^{-3}-2q^{-4}+q^{-5}.\,}
O nó 62 é um nó hiperbólico, com seu complemento tendo um volume hiperbólico de aproximadamente 4.40083.

## Superfície

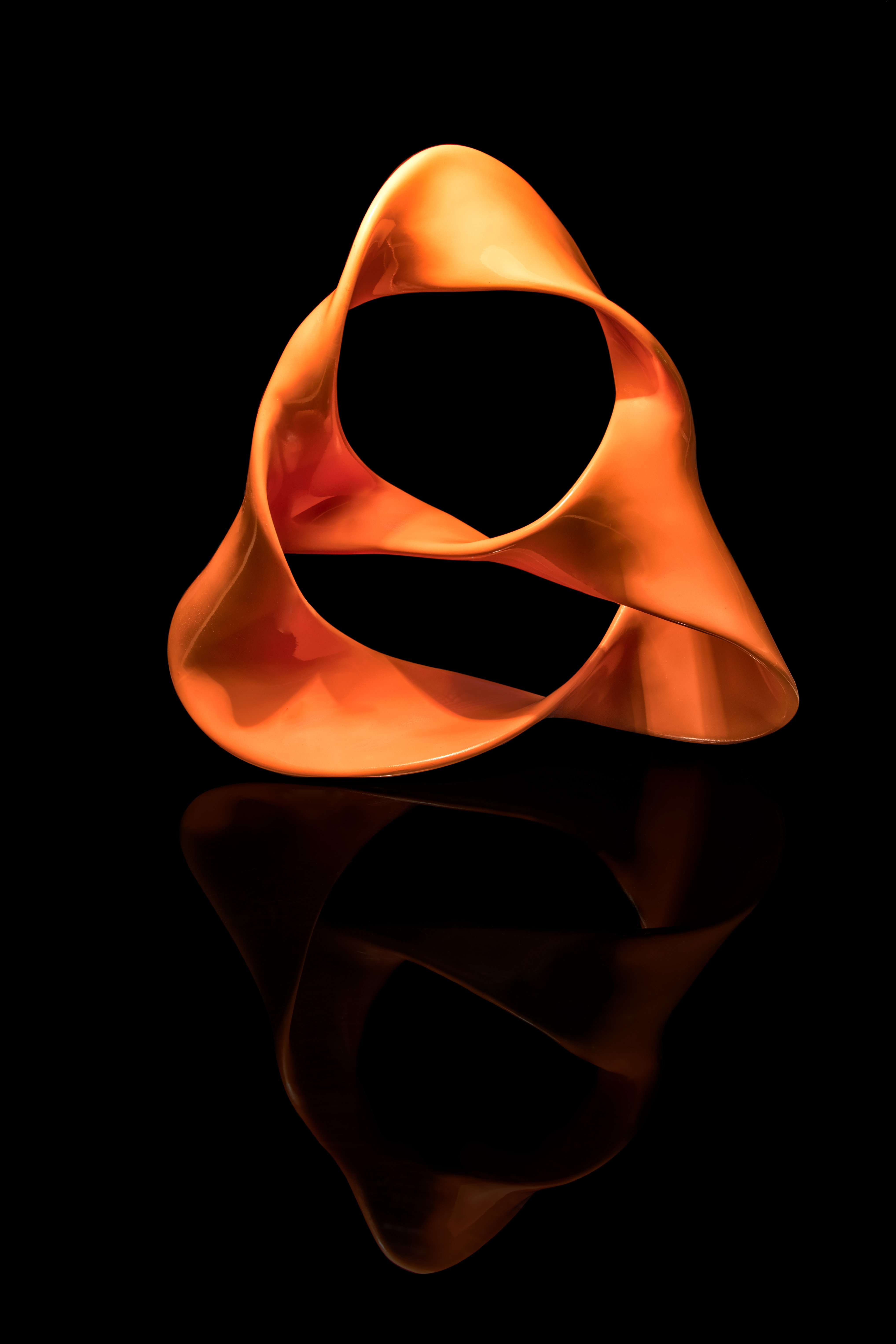
Superfície do nó 6,2

## Exemplo
Maneiras de montar o nó 6,2
- Exemplo 1
- Exemplo 2